# Estação Badalona Pompeu Fabra

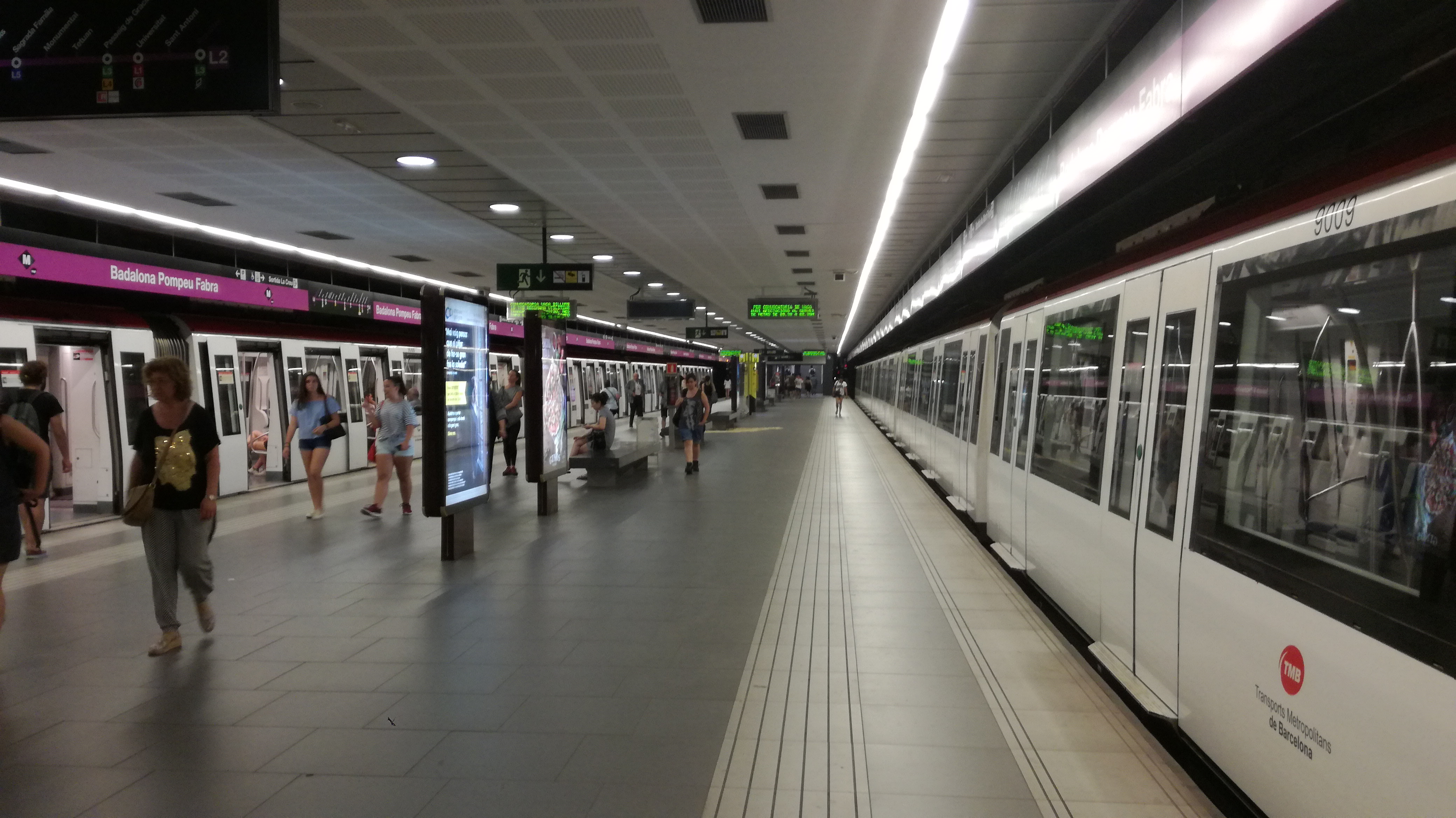
Estação Badalona Pompeu Fabra em 2017.

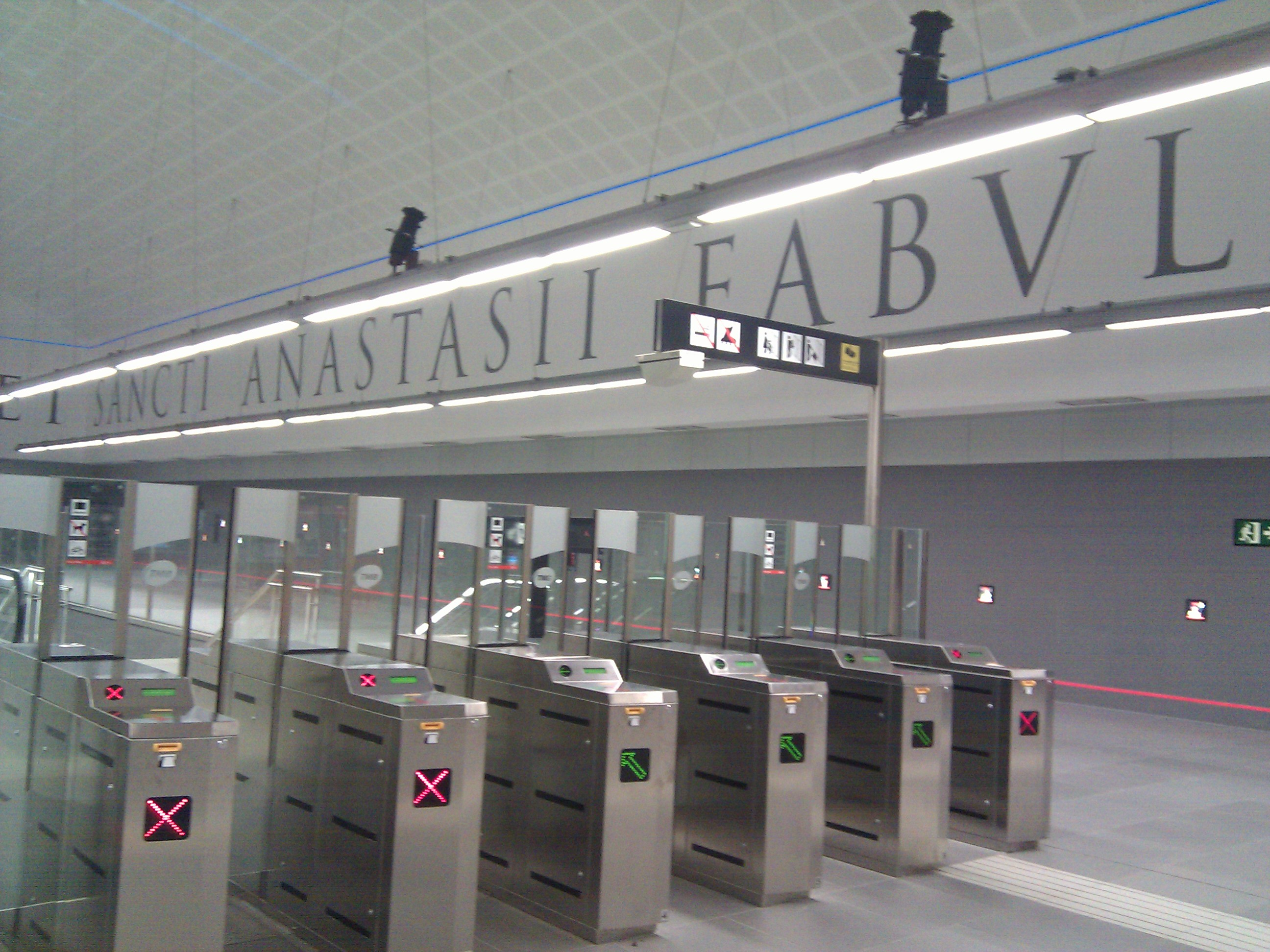
Catracas de acesso à estação.

Badalona Pompeu Fabra é uma estação da linha Linha 2 do Metro de Barcelona.

## Origem do nome
O nome da estação é uma homenagem a Pompeu Fabra i Poch engenheiro industrial espanhol, conhecido por ter estabelecido a normativa moderna da língua catalã..

## História
No projeto original a estação fazia parte da Linha 2 e Linha 13. A construção começou em outubro de 2005 e esperava-se que fosse inaugurada em 2007 com o nome de Badalona Center. No entanto, a estação só foi inaugurada em 2010, devido a problemas de demolição controlada e à descoberta de ruínas romanas na área.

## Acesso à estação
- La Creu
- Avinguda Martí Pujol